# Фаленцин (Груєцький повіт)
Фаленцин (пол. Falęcin) — село в Польщі, у гміні Груєць Груєцького повіту Мазовецького воєводства.
Населення — 262 особи (2011).
У 1975—1998 роках село належало до Радомського воєводства.

## Демографія
Демографічна структура станом на 31 березня 2011 року:
|          | Загалом | Допрацездатний вік | Працездатний вік | Постпрацездатний вік |
| -------- | ------- | ------------------ | ---------------- | -------------------- |
| Чоловіки | 141     | 36                 | 89               | 16                   |
| Жінки    | 121     | 25                 | 66               | 30                   |
| Разом    | 262     | 61                 | 155              | 46                   |